# Ficus citrifolia
Ficus citrifolia là một loài thực vật có hoa trong họ Moraceae. Loài này được Mill. mô tả khoa học đầu tiên năm 1768.

## Hình ảnh

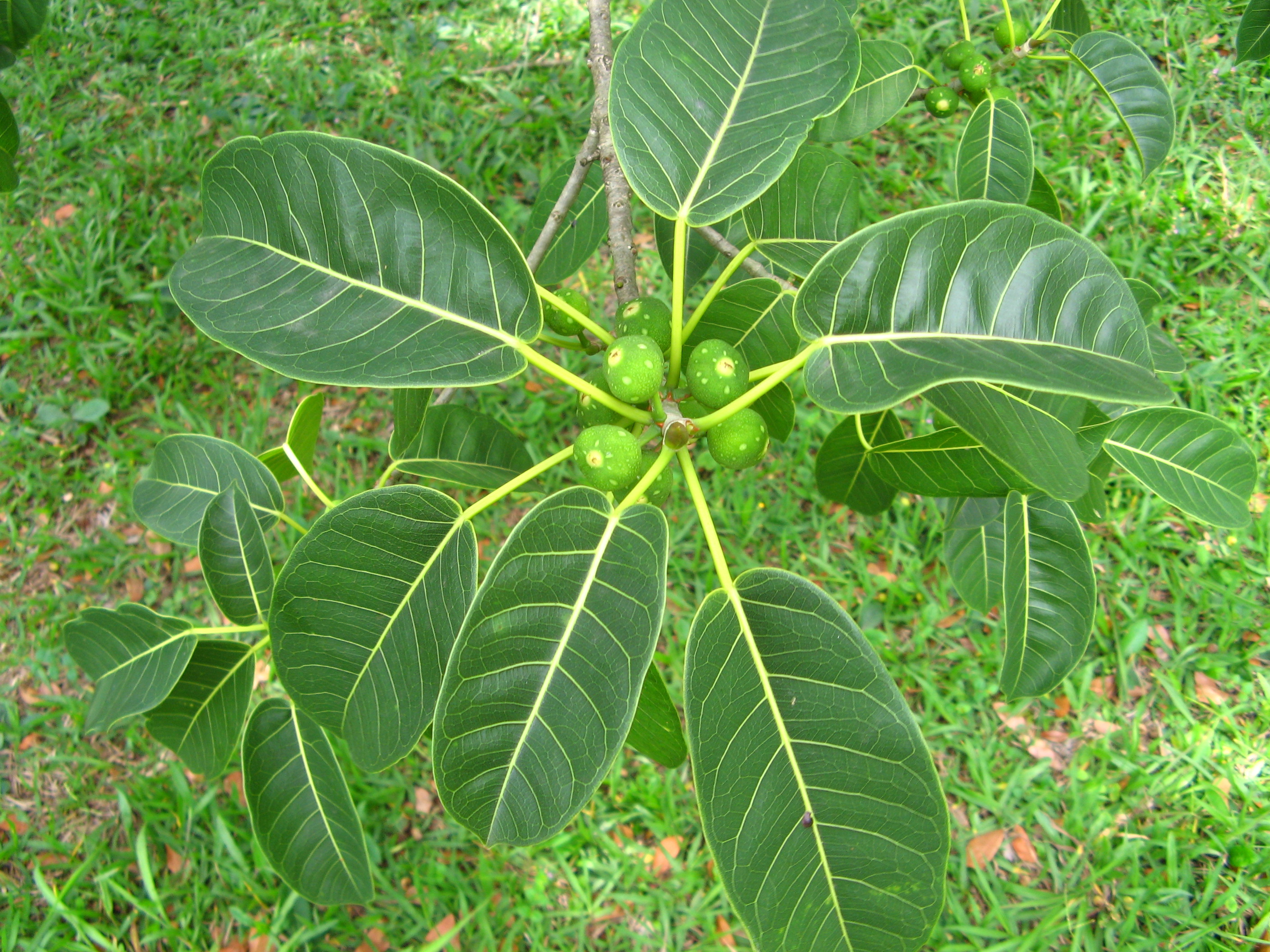
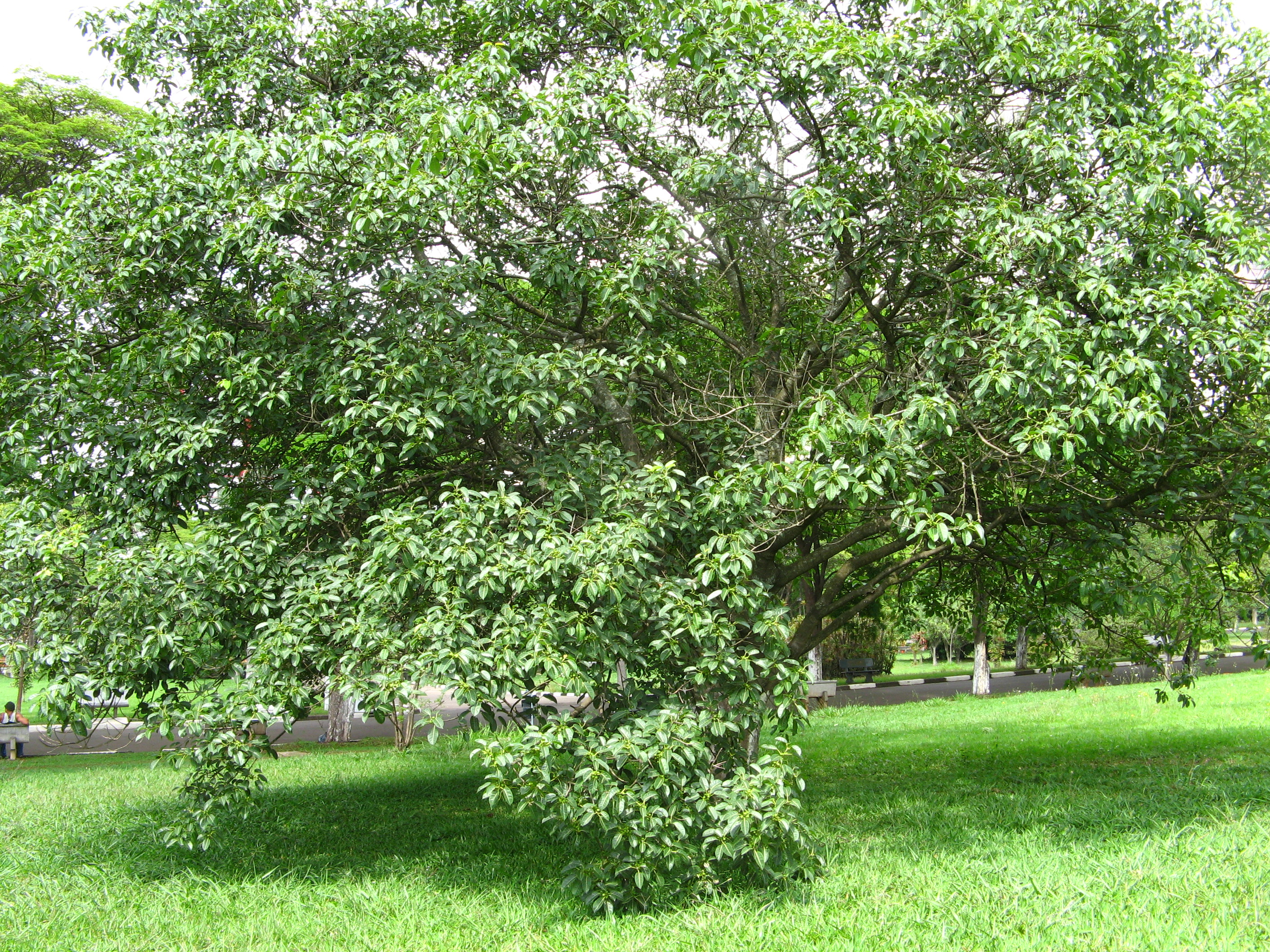